# Roazhon Park
O Roazhon Park, anteriormente chamado “Estádio da Estrada de Lorient”, é um estádio de futebol localizado em Rennes, França. 
Inaugurado no 15 de setembro de 1912, é desde então o estádio oficial do clube de futebol Stade Rennais. Propriedade do município de Rennes, foi renovado várias vezes antes da guerra, na década de 1950 e no final da década de 1980. Entre 1999 e 2004, todos as arquibancadas foram renovadas ou completamente reconstruídas, aumentando significativamente sua capacidade de atingir pouco menos de 30.000 assentos.
Localizado no extremo oeste da capital bretã, o estádio e vizinho do rio Vilaine (sul), do rodoanel (oeste), da estrada de Lorient(norte), e do centro de formação (leste). A 1km de distância do estádio, porém do outro lado do rodoanel, se encontra o Centro de Treinamento Henri Guérin. 
Nas dependências do Roazhon Park é possível encontrar a loja oficial é um restaurante. Os espaços de salões e camarotes do estádio podem ser privatizados para a realização de eventos. 
O estádio foi selecionado para hospedar uns jogos da Copa do Mundo de Futebol Feminino de 2019.

## História

### Construção e primeiros anos
A história do Roazhon Park sempre esteve ligada ao Stade Rennais. Desde sua criação em 1901 até 1912, este evoluía em um terreno localizado no distrito de Mabilais, na margem sul do Vilaine. Inclinado, o campo que servia como terreno era regularmente inundada no inverno. Apesar da instalação de um sistema de drenagem em 1911, o clube decidiu se mudar um ano depois. 
A escolha foi de um terreno localizado um pouco mais a oeste, do outro lado da Vilaine, ao longo da estrada que vai do centro da cidade para Lorient. O distrito, conhecido como “Moulin du Comte” (Moinho do Conde), estava então em desenvolvimento, com a instalação de atividades industriais e a criação de habitação para trabalhador.

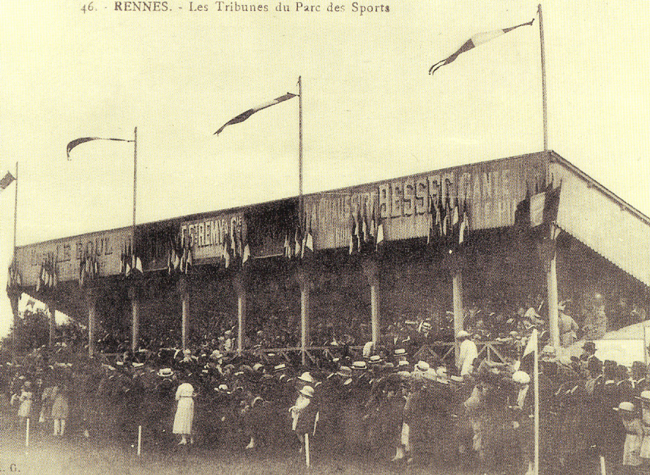
Cartão postal retratando a primeira tribuna do estadio.

O que ainda era chamado de parque esportivo Moulin du Comte era um espaço fechado, com uma arquibancada de madeira localizada ao lado do rio. Depois de uma primeira partida disputada pelo Stade Rennes no 15 de setembro de 1912 contra o Lycée de Rennes (6-1), a inauguração oficial ocorreu um mês depois, no 15 de outubro, com um jogo de gala contra o Racing Club de France (0-4). O início deste encontro foi dado pelo prefeito de Rennes, Jean Janvier, diante 3000 espectadores. Desde seus primeiros anos de existência, o parque esportivo é composto de um campo de honra, mas também de campos auxiliares, onde acontecem treinos e jogos.

### Expansões e modernizações
Por mais de vinte anos, o principal campo passou só por ligeiras modificações, instalando apenas uma arquibancada básica do lado da estrada (norte). Com a profissionalização, as afluências se tornaram mais importantes. Em 1932, 8.000 espectadores assistiram a um amistoso, disputado entre o Stade Rennes contra os ingleses do Mansfield. Perante esta situação, as autoridades do futebol francês pediram ao Stade Rennais de modernizar o estádio, o que só foi feito nas vésperas da Segunda Guerra Mundial, quando o município de Rennes, proprietário do estádio, alocou a quantia de 1 500 000 francos (o equivalente hoje de 2286,74€ / R$10.000) para a sua renovação. A tribuna do lado do rio é renovada com a criação de vestiários para jogadores, a tribuna do lado da estrada é coberta por um telhado, e novas arquibancadas são construídas atrás dos gols. 
Depois da guerra e no começo dos anos 50, os espectadores se tornaram cada vez mais numerosos. Em 21 de dezembro de 1952, 21 397 pessoas assistam ao jogo do campeonato contra o Stade Reims, batendo o recorde do estádio que pela primeira vez ultrapassou a barreira de 20.000 espectadores. Perto do colapso, o lado da tribuna Vilaine é substituído por uma nova construção em concreto com capacidade para 3.000 assentos e é inaugurada no 11 de dezembro de 1955. Poucos meses depois, a tribuna do lado da estrada de Lorient é reconstruída, também em concreto. Em sua inauguração, pode acomodar 10 mil pessoas, incluindo 2 mil assentos. Nesta configuração, o parque esportivo continua quebrando seu recorde de público. No 11 de novembro de 1965, 28.148 pessoas acorrem ao estádio para uma partida do campeonato entre o Stade Rennais, vencedor da Coupe de France e FC Nantes, campeão da França em título. Em abril de 1967, o terreno do parque esportivo é equipado com iluminação que permite a realização de jogos noturnos com uma potência de 950 lux no solo. A inauguração dessas novas instalações foi realizada em 26 de abril de 1967, durante um amistoso disputado pelo Stade Rennais contra a seleção da Polônia. 

### Extensões anuladas

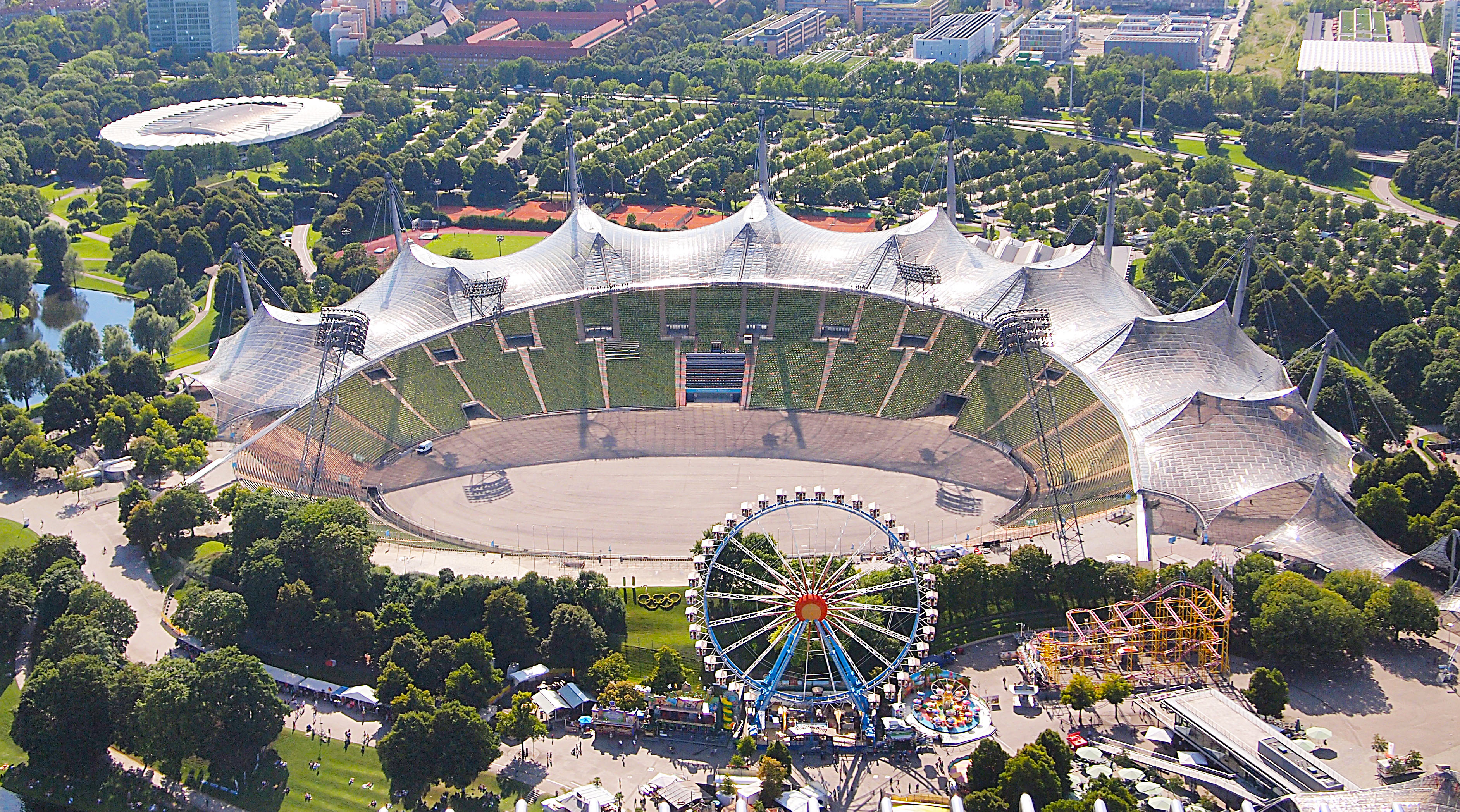
O estadio olímpico de Munich inspirou a reforma dos anos 80 do estadio do Stade Rennais.

Após a dupla vitória do Rennes na Coupe de France em 1965 e 1971, é mais uma vez questão de aumentar a capacidade do estádio. No início da temporada de 1971-1972, é mencionada a possibilidade de aumentá-la para 30.000 lugares, porém a ideia foi descartada por razões econômicas. Com resultados esportivos medíocres nos meados da década de 1970 que levaram a uma diminuição na frequência do estádio, o projeto será adiado por mais de uma década. O número médio de espectadores por reunião, caiu de quase 12.000 em 1974 para pouco mais de 4.000 em 1981, apesar da construção de uma tribuna fixa por trás do gol no lado oeste, tribuna que logo foi chamada por o nome da comuna adjacente de Mordelles, inaugurada em janeiro de 1975.
O Stade Rennais voltando na primeira divisão em 1983, uma expansão do estádio para 35.000 lugares é prometida caso não cair. Mas o projeto é adiado novamente já que o time não alcança esse objetivo. Em 1986, enquanto o clube segue no vai-vem, o projeto volta a ser assuntado, o Stade Rennais conseguindo se manter numa segunda temporada consecutiva na elite. Desta vez, a renovação é implementada, e visa reconstruir todos os estandes do estádio, para oferecer uma capacidade de 33.000 assentos. Construídas de concreto, as arquibancadas devem ser protegidas por grandes lonas apoiadas por numa armação de metal, imitando o Estádio Olímpico de Munique. O trabalho começa com a destruição da tribuna norte. A nova construção em seu lugar é inaugurada em 7 de março de 1987, mas o clube cai novamente na segunda divisão e o projeto de construção das outras, no mesmo padrão é abandonado. No entanto, em julho de 1989, a cidade de Rennes desbloqueia um crédito de 1,5 milhão de francos (228.673,53€ / R$ 1M) para a criação de camarotes para empresas na tribuna presidencial e de um salão de recepção.

### A influência da família Pinault
Stade Rennes conseguiu se estabilizar na primeira divisão nos meados dos anos 1990, mais uma vez é levantado a questão de uma renovação do parque esportivo. Em 1996, o presidente do clube René Ruello evoca a construção de um novo estádio de 25.000 assentos, e alguns meses depois, em 7 de abril de 1997, a câmara municipal votou pela renovação do estadio. Este projeto, que exige um orçamento de 62M de francos (12,5M€ / R$ 54M), é preferido ao da construção de um novo estádio na periferia de Rennes, com um custo estimado entre 144 e 170 milhões de francos (28,3M€ / 33,5M€). Esta renovação é acompanhada da criação de um centro de treinamento dedicado ao clube, que permite a transformação em estacionamentos dos antigos terrenos vizinhos do estádio.
As obras começam com a construção da tribuna Rennes no início de 1999. A tribuna Vilaine então conhece o mesmo destino, antes que as tribunas Mordelles e Lorient sejam renovadas. As obras duraram cinco anos, e o time continuou a jogar no estádio nesse tempo. No verão de 2004, o estádio integralmente renovado é aberto ao público. Sua inauguração é celebrada duas vezes, no 18 de agosto de 2004, durante a primeira partida disputada pela seleção francesa em Rennes contra a Bósnia e Herzegovina, e depois de maneira festiva em 23 de outubro de 2004, durante uma jogo de Ligue 1 disputado pelo Stade Rennes contra o FC Metz. A nova capacidade permite bater o antigo recorde de afluência de 1965: contra o Metz, 28.525 espectadores lotam as arquibancadas. Um pouco menos de um ano depois, o recorde de público subiu para 29.490 espectadores durante uma partida do campeonato contra o Olympique de Marseille.

### Projetos de modernização e mudança de nome

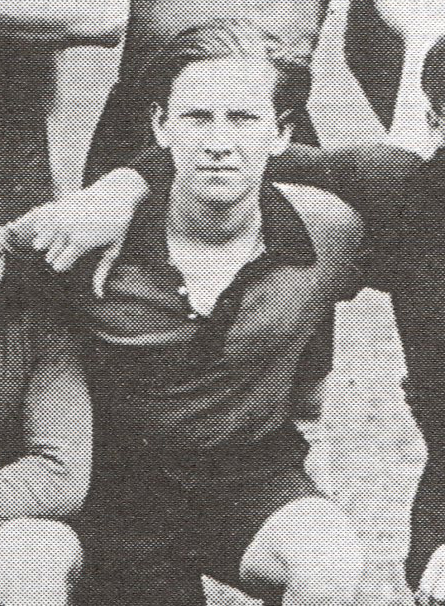
Jean Prouff cujo nome foi varias vezes tido como possível nome para o estadio

Desde a década de 1990, o nome de Jean Prouff, o técnico das duas Coupe de France, é regularmente proposto para mudar o nome do estádio, porém sem decisão.
Em 2008, como cidade-candidata para receber jogos do Euro 2016, Rennes cria um projeto para aumentar a capacidade do estádio da Estrada de Lorient para 35.000 assentos, com base a expensão da tribuna Vilaine por um custo de 36 M€. Pré-selecionado em junho de 2009, o projeto de Rennes foi finalmente retirado pelo município cinco meses depois, com a incerteza quanto ao apoio financeiro do governo.
Em janeiro de 2011 é anunciado um novo projeto para desenvolver em vários hectares ao redor do estádio em um polo comercial em colaboração com a cidade de Rennes. O objetivo é permitir que o clube aumente e diversifique seus recursos econômicos, criando uma atividade que não se limita àquela registrada em dias de jogos, porém, o projeto não saiu do papel.
O nome do estádio da estrada de Lorient continuo durante vários anos o assunto de várias discussões. Em 1981, o município sugeriu que fosse dado um novo nome ao recinto e seus estandes. Assim foi dado o nome de “Stade de La Route de Lorient”, e as tribunas ganharam os apelidos de “Rennes” para a tribuna leste, “Vilaine” para a tribuna sul, “Mordelles” para a tribuna oeste, e “Lorient” para a tribuna norte. As tribunas são também chamadas pelos nomes de patrocinadores: Mordelles sendo ao longo dos anos “Ouest-France” ou “Credit Mutuel”, Vilaine sendo “Pinault Printemps” ou “PPR”.
Dez anos depois, essa possibilidade é novamente mencionada por alguns torcedores do clube, que principalmente no jornal Ouest-France. Os nomes propostos, entre outros, Jean Prouff, Isidoro Odorico, Henri Guerin ou Marcel Aubour, mas sem nenhuma decisão. Nem a morte do Jean Prouff, em fevereiro de 2008, que foi nomeado em 2001 "treinador do século" pelo clube, despertou a homenagem.
Assim como os nomes comerciais dados as arquibacandas, o Stade Rennais planejava, na primavera de 2009, renomear o estádio da estrada de Lorient praticando uma operação de naming. Em parceria com o grupo bancário Crédit Mutuel Arkéa, planejava renomear o "Fortuneo Stadium" por um período de cinco anos, em troca de 30 milhões de euros. O anúncio deste projeto gerou muitos protestos, tanto políticos, como de alguns torcedores, e finalmente é descartado alguns dias depois, sem que o clube não desista completamente para realizar este tipo de operação no futuro. 
Desistindo do projeto de naming, o presidente do Stade Rennais René Ruello volta a levantar a questão do nome em 2015. Por referendo dos torcedores, foi escolhido com 72,66 % dos 60.000 participantes a mudança de nome do estádio da estrada de Lorient para o Roazhon Park é divulgado no 12 de junho de 2015, Roazhon sendo o nome bretão de Rennes. Essa mudança é acompanhada por uma renovação dos assentos nas arquibancadas passando de verde, azul e cinza escolhidos durante a reforma do estádio para as cores vermelha e preta do clube.

## Estrutura e equipamentos

### Arquitetura e descrição geral
Desde a última reforma do estádio, o gramado do Roazhon Park é cercado por quatro arquibancadas cobertas apenas com assentos. Oficialmente, essas tribunas têm nomes comerciais, que podem mudar conforme os patrocinadores mudam. Cada uma é construída em pelo menos dois níveis. As tribunas são complementadas por tribunas nos cantos que conectam umas as outras.
A capacidade teórica do estádio é de 31.127 lugares, mas na prática pode receber um pouco menos de 30.000 pessoas, com 29.164 lugares, incluindo 1.831 assentos VIP e mil lugar, sem assentos, na parte inferior da arquibancada oeste que nunca são colocados à venda.
As arquibancadas Mordelles e Rennes, respectivamente localizadas a oeste e a leste, estão equipadas desde setembro de 2008 com duas telas gigantes de 48 m². O estádio também possui um sistema de iluminação de 1.200 lux para partidas jogadas à noite.
Durante o verão de 2018, a iluminação do estádio muda para a iluminação para um sistema de leds, principalmente para a Copa do Mundo Feminina de 2019.

### Terreno

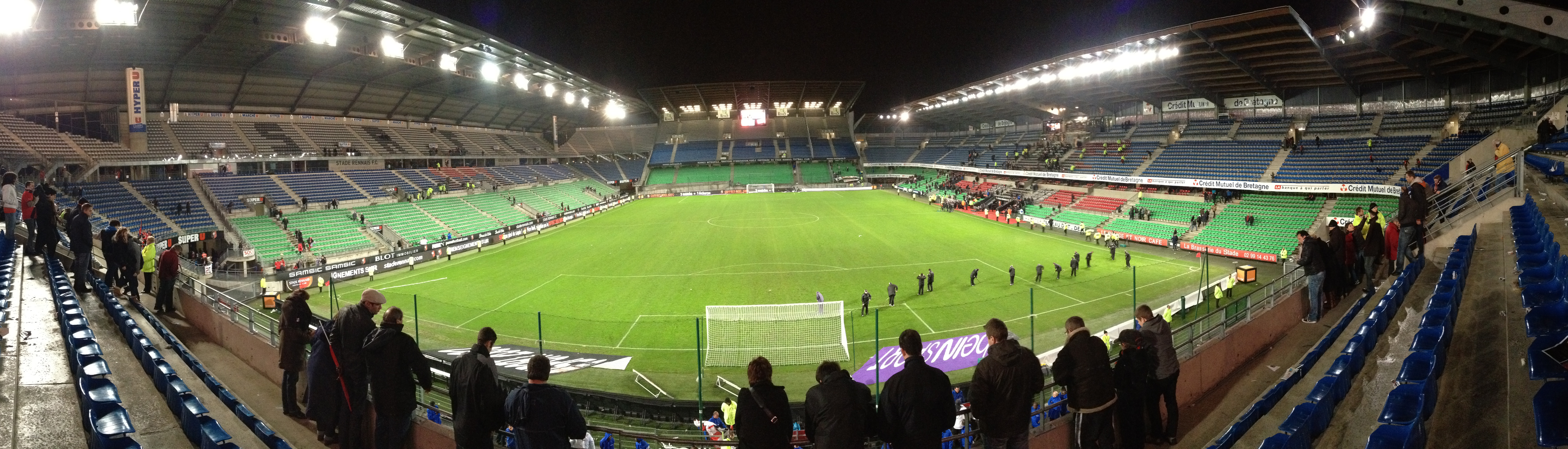
Vista panorâmica do estadio após um jogo.

Roazhon Park tem uma área de jogo de 105 metros de comprimento e 68 metros de com grama natural. 

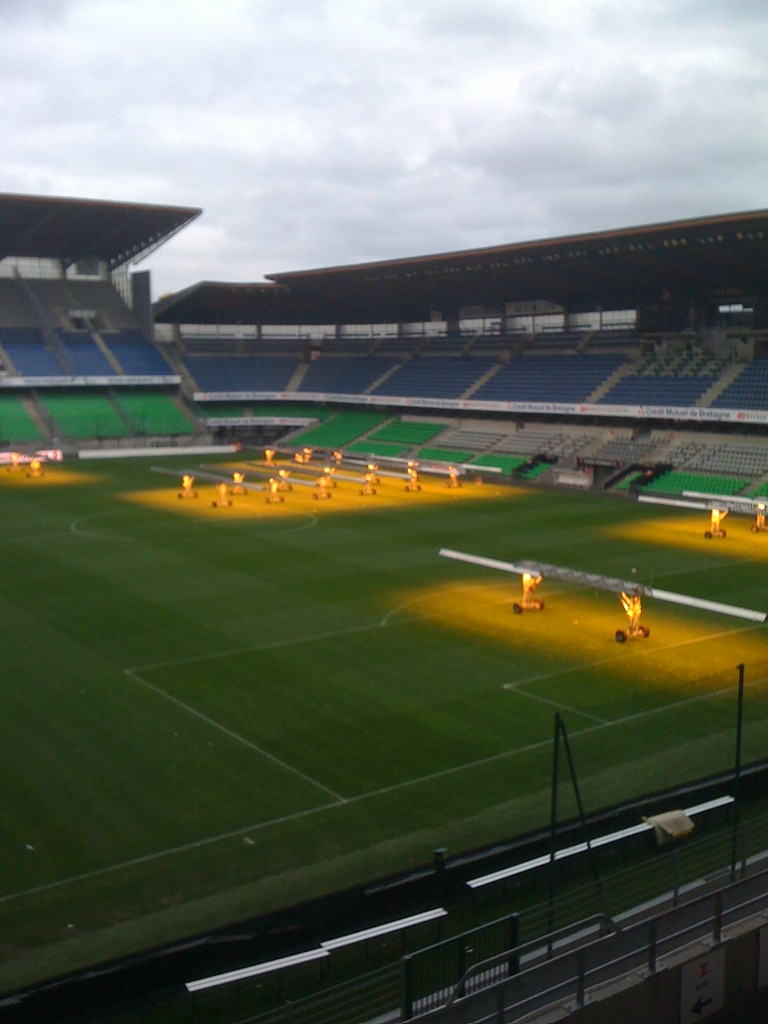
Sistema de lampadas de sódio instaladas no terreno.

Após a renovação do estádio no início dos anos 2000, a qualidade do gramado sofreu repetidamente a passagem do inverno, o que requer cuidados significativos e até mesmo reparos totais e regulares da área. Uma das causas designadas é muito rapidamente a falta de sol de certas partes do solo, por causa da nova configuração dos stands, o que é confirmado por um estudo realizado entre maio e dezembro de 2007. Para mitigar isso, o clube então solicita a oportunidade de evoluir em um gramado sintético, que é concedido pelo LFP no final de maio de 2008. Poucos dias depois, o Stade Rennais finalmente descarta a instalação tal superfície de jogo, o tempo que falta para a sua instalação.
Com a transferência da gestão municipal para o clube da manutenção do gramado em junho de 2008, o clube começou a usar um sistema que incluía lâmpadas de sódio, lonas e geradores de ar quente para melhorar as condições do gramado, porém também levantando questões de ordem ecológica. 

### Tribunas

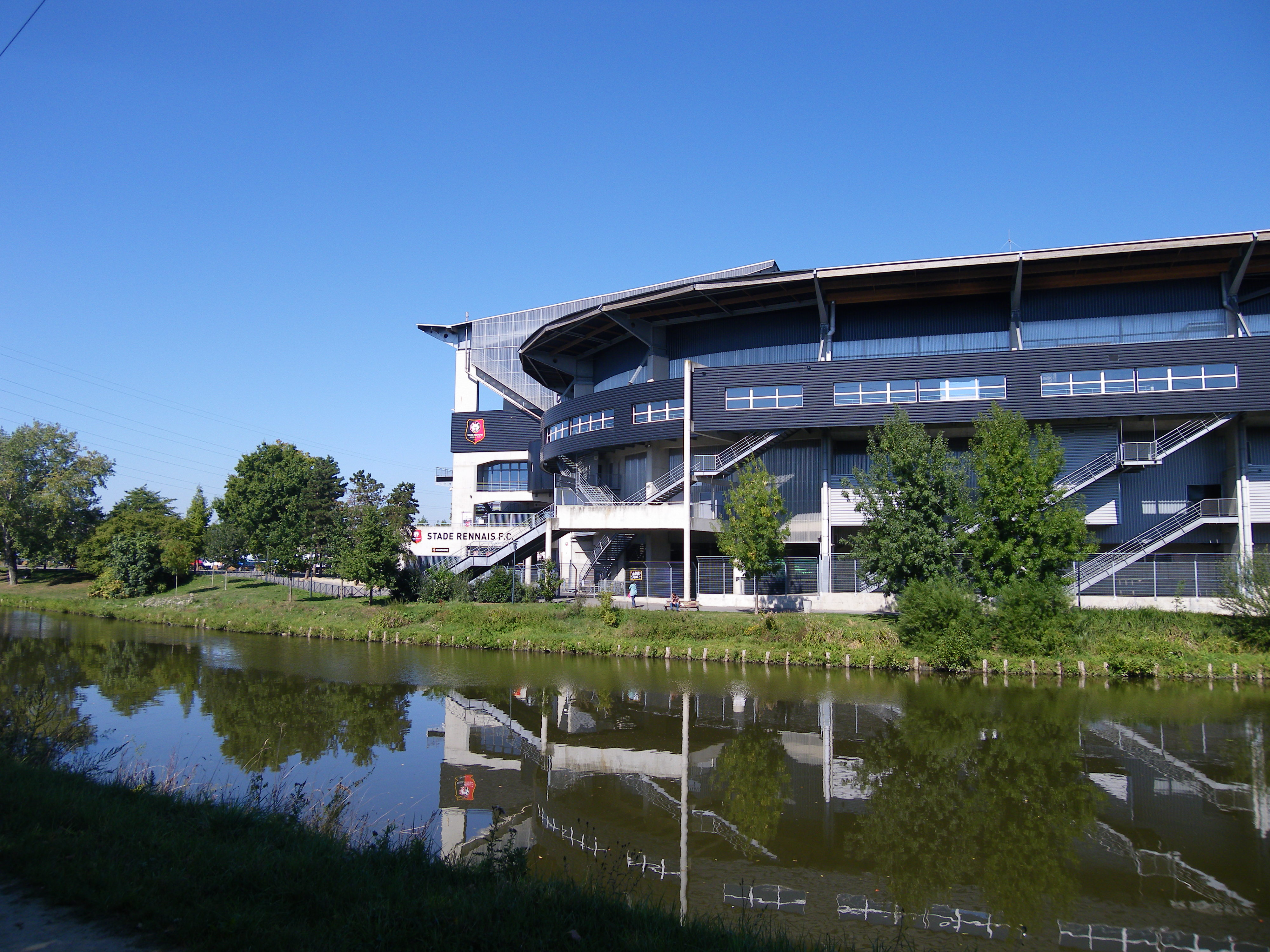
A tribuna Vilaine, construída no lugar da primeira arquibancada de 1912, visto desde o lado oposto do rio Vilaine.
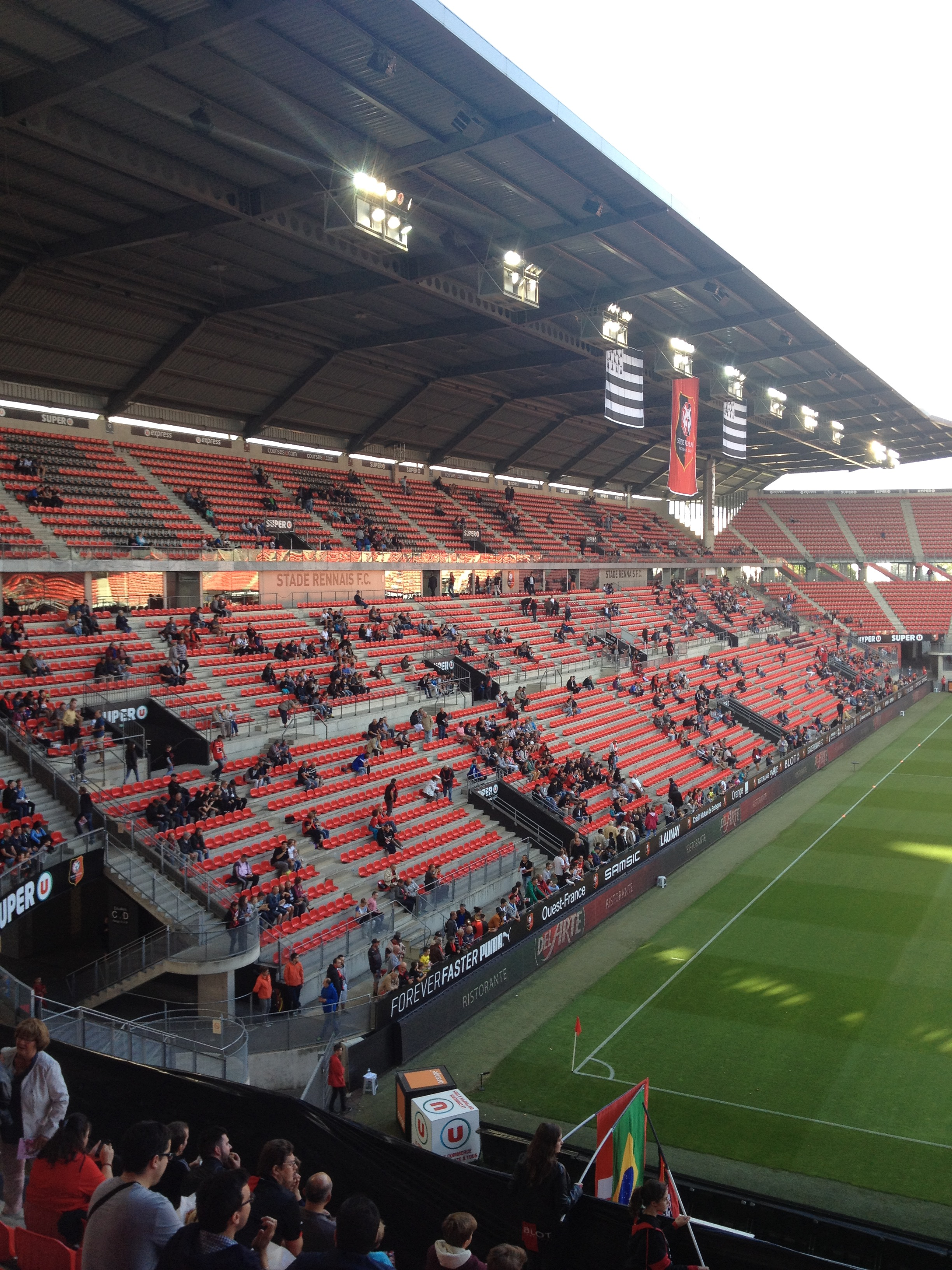
A tribuna Lorient
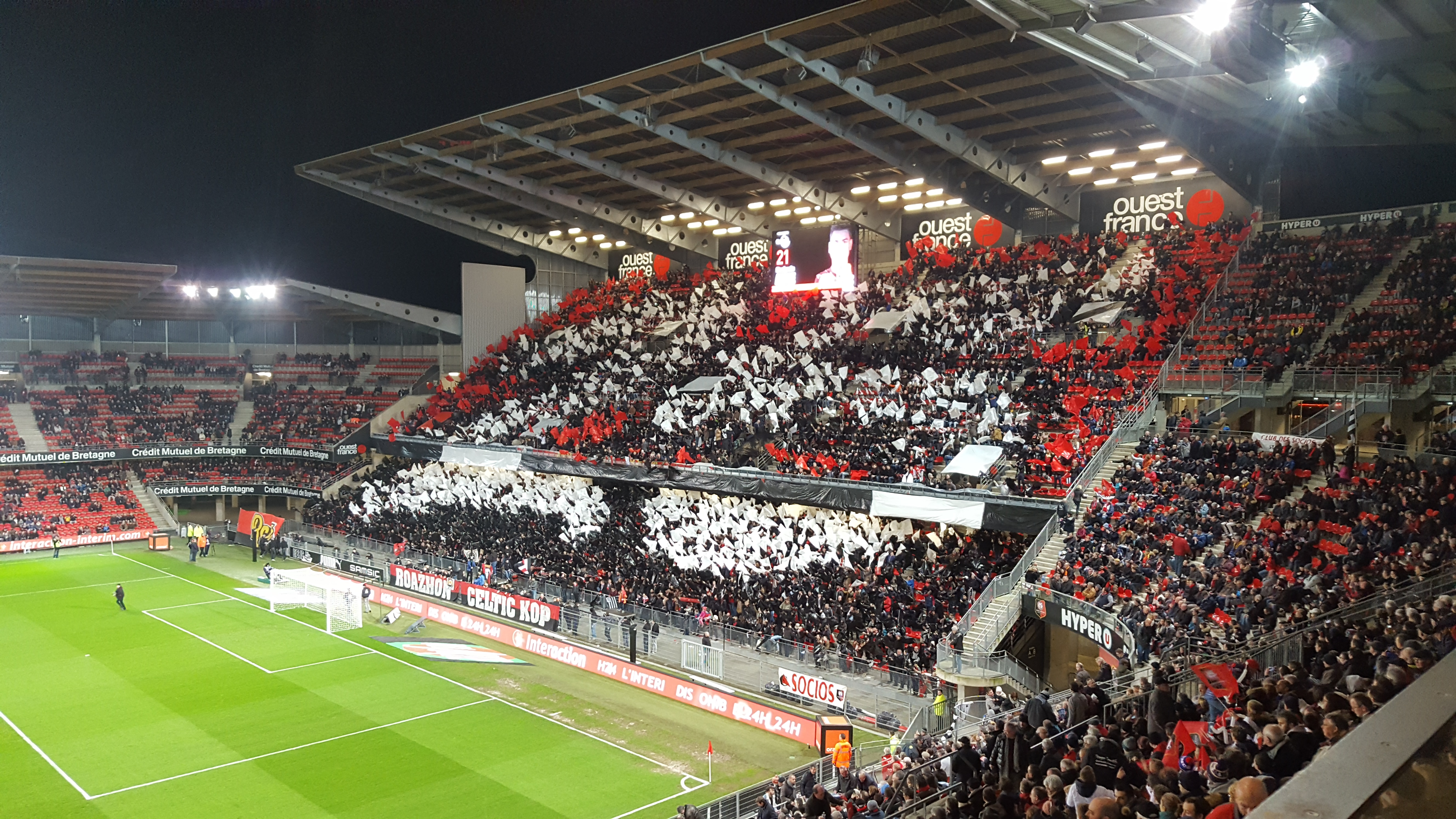
A tribuna Mordelles, com atuação da torcida organizada do Roazhon Celtic Kop
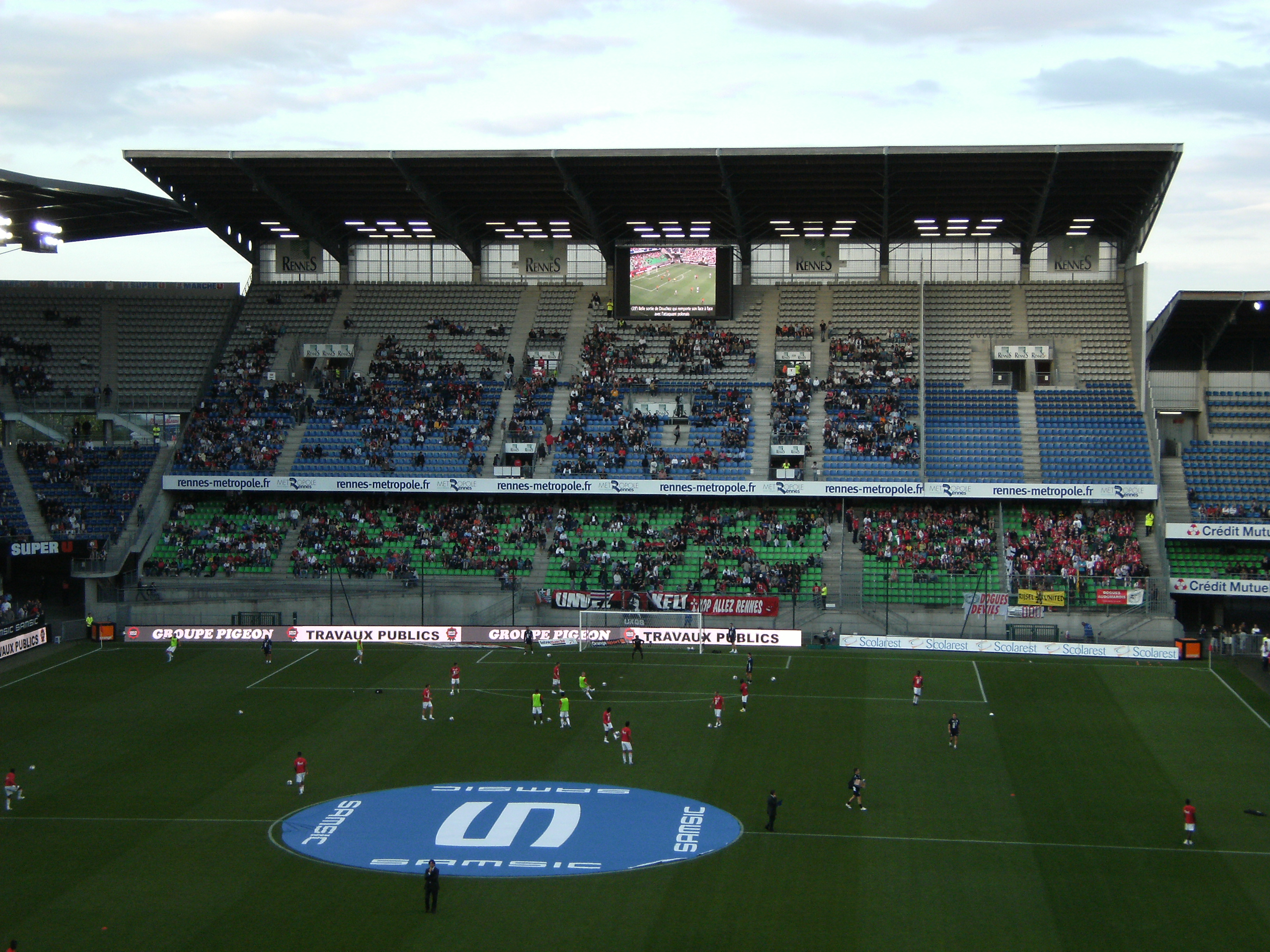
Tribuna Rennes, com espaço dos torcedores visitantes na parte direita da imagem.

#### Tribuna Vilaine
Em sua forma atual, abriga várias salas VIP e camarotes, a parte de imprensa e os vestiários de 150m². Para cumprir com os padrões da UEFA durante a participação do Stade Rennais na Liga Europa 2011-2012, os bancos de reserva são movidos para a arquibancada Vilaine, em dois espaços localizados na borda da área de jogo, a partir de 2011. Construído em dois níveis, é a mais baixa das quatro arquibancadas do estádio e inclui os dois cantos que a unem com as arquibancadas Mordelles e Rennes.

#### Tribuna Lorient
Localizado ao norte e popularmente chamado de "arquibancada Lorient", já que se encontra na estrada do mesmo nome, a tribuna também abriga salões e camarotes VIP, mas também a loja oficial do clube de 300 m² e um restaurante. Construída em três níveis, a arquibancada inclui os dois cantos que a unem as arquibancadas Mordelles e Rennes. A sigla "SRFC" é formado pelo mosaico de assentos.

#### Tribuna Mordelles
Localizada do lado oeste e popularmente chamada "tribune Mordelles" 91, o nome de uma cidade da região metropolitana de Rennes Oficialmente, a plataforma ostenta o nome comercial de "arquibancada Ouest-France" 92. Amplamente renovada em 2002, possui um salão VIP. A arquibancada Mordelles, localizada atrás de um dos gols e construída em três níveis, também abriga na parte inferior o principal grupo de torcedores, o Roazhon Celtic Kop.

#### Tribuna Rennes
Localizada no lado leste, a tribuna “Rennes” é a mais recente do recinto. Originalmente, nenhuma arquibancada fixa ocupava o seu lugar. Em 1999, a renovação do estádio começou com a construção da arquibancada de dois níveis, a qual foi adicionada a um terceiro nível e um teto em 2001. De costas para o centro da cidade, ela é dividida em duas partes, uma das quais é reservada aos visitantes. Sua parte inferior é também ocupada por grupos de torcedores locais (Breizh Stourmer entre 2003 e 2008, depois Unvez Kelt entre 2008 e 2012 e finalmente Red Black Roazhon durante a temporada 2015-2016).